# Cleusonita
La cleusonita és un mineral de la classe dels òxids que pertany al grup de la crichtonita. Rep el seu nom de l'indret on va ser descoberta: el llac Cleuson, a la vall de Nendaz (Valais, Suïssa).

## Característiques
La cleusonita és un òxid de fórmula química Pb(U4+,U6+)Fe2+
2(Ti,Fe2+,Fe3+)18(O,OH)38. Cristal·litza en el sistema trigonal. La cleusonita és en part un mineral metamict. El dany de la radiació li produeix una inflor macroscòpica (és a dir, té densitat i dimensions de les cel·les unitàries variables) i també fa que el mineral aparegui òpticament isòtrop.
Segons la classificació de Nickel-Strunz, la cleusonita pertany a «04.CC: Òxids amb relació Metall:Oxigen = 2:3, 3:5, i similars, amb cations de mida mitjana i gran» juntament amb els següents minerals: cromobismita, freudenbergita, grossita, clormayenita, yafsoanita, latrappita, lueshita, natroniobita, perovskita, barioperovskita, lakargiïta, megawita, loparita-(Ce), macedonita, tausonita, isolueshita, crichtonita, davidita-(Ce), davidita-(La), davidita-(Y), landauïta, lindsleyita, loveringita, mathiasita, senaïta, dessauïta-(Y), gramaccioliïta-(Y), diaoyudaoïta, hawthorneïta, hibonita, lindqvistita, magnetoplumbita, plumboferrita, yimengita, haggertyita, nežilovita, batiferrita, barioferrita, jeppeïta, zenzenita i mengxianminita.

## Formació i jaciments
La cleusonita va ser descoberta al llac Cleuson, a la vall de Nendaz (Valais, Suïssa). També ha estat descrita a altres indrets de Suïssa, Àustria, Itàlia, Macedònia del Nord, Rússia i la Xina.